# أندرس أريكسون
أندرس أريكسون (بالفنلندية: Anders Eriksson)‏ (19 أبريل 1965 ماريهامن فنلندا - ) هو لاعب كرة قدم فنلندي يلعب كمدافع.

## روابط خارجية
- أندرس أريكسون على موقع قاعدة بيانات كرة القدم.إي يو (الإنجليزية)
- أندرس أريكسون على موقع ناشيونال فوتبول تيمز (الإنجليزية)
- أندرس أريكسون على موقع عالم كرة القدم.نت (الإنجليزية)